# Australian Open de 2007
O Australian Open de 2007 foi um torneio de tênis disputado nas quadras duras do Melbourne Park, em Melbourne, na Austrália, entre 15 e 28 de janeiro. Corresponde à 39ª edição da era aberta e à 95ª de todos os tempos.

## Finais

### Profissional
| Categoria | Evento    | Campeã(s)(o/ões)                | Vice-campeã(s)(o/ões)          | Resultado      | Chave(s)  | Chave(s)       |
| --------- | --------- | ------------------------------- | ------------------------------ | -------------- | --------- | -------------- |
| Simples   | Masculino | Roger Federer                   | Fernando González              | 7–62, 6–4, 6–4 | principal | qualificatório |
| Simples   | Feminino  | Serena Williams                 | Maria Sharapova                | 6–1, 6–2       | principal | qualificatório |
| Duplas    | Masculino | Bob Bryan Mike Bryan            | Max Mirnyi Jonas Björkman      | 7–5, 7–5       | principal | principal      |
| Duplas    | Feminino  | Cara Black Liezel Huber         | Chan Yung-jan Chuang Chia-jung | 6–4, 46–7, 6–1 | principal | principal      |
| Duplas    | Misto     | Elena Likhovtseva Daniel Nestor | Victoria Azarenka Max Mirnyi   | 6–4, 6–4       | principal | principal      |

### Juvenil
| Categoria | Evento    | Campeã(s)(o/ões)                | Vice-campeã(s)(o/ões)         | Resultado      | Chave(s)  | Chave(s)       |
| --------- | --------- | ------------------------------- | ----------------------------- | -------------- | --------- | -------------- |
| Simples   | Masculino | Brydan Klein                    | Jonathan Eysseric             | 6–2, 4–6, 6–1  | principal | qualificatório |
| Simples   | Feminino  | Anastasia Pavlyuchenkova        | Madison Brengle               | 7–66, 7–63     | principal | qualificatório |
| Duplas    | Masculino | Graeme Dyce Harri Heliövaara    | Stephen Donald Rupesh Roy     | 6–2, 46–7, 6–3 | principal | principal      |
| Duplas    | Feminino  | Evgeniya Rodina Arina Rodionova | Julia Cohen Urszula Radwanska | 2–6, 6–3, 6–1  | principal | principal      |

### Cadeirante
| Categoria | Evento    | Campeã(s)(o/ões)               | Vice-campeã(s)(o/ões)           | Resultado        | Chave     |
| --------- | --------- | ------------------------------ | ------------------------------- | ---------------- | --------- |
| Simples   | Masculino | Shingo Kunieda                 | Michaël Jeremiasz               | 6–3, 3–6, 6–4    | principal |
| Simples   | Feminino  | Esther Vergeer                 | Florence Gravellier             | 6–1, 6–0         | principal |
| Duplas    | Masculino | Robin Ammerlaan Shingo Kunieda | Maikel Scheffers Ronald Vink    | 6–2, 6–0         | principal |
| Duplas    | Feminino  | Jiske Griffioen Esther Vergeer | Florence Gravellier Korie Homan | 6–0, 3–6, [10–6] | principal |